# Princ Morinaga
Princ Morinaga (japonsky: 護良親王, Morinagašinnó/Morijošišinnó; 1308 – 12. srpen 1335) případně Morijoši, celým jménem Mijaoto Morinaga (Oto-no-mija Morinaga) byl jedním ze dvou šógunů restaurace Kenmu.
Morinaga byl synem císaře Go-Daiga a Čikako Minamoto (Minamoto no Čikako) a bojoval na straně císaře. Byl poražen Takaudžim Ašikagou, pozdějším zakladatelem šógunátu Ašikaga. Takaudžiho bratr Tadajoši Morinagu držel devět měsíců v zajetí v jeskyni na místě dnešní Kamakura-gú. Následně byl Morinaga popraven.